# 傑列皮夫卡
51°23′51″N 31°56′9″E / 51.39750°N 31.93583°E
傑列皮夫卡（烏克蘭語：Дерепівка），是烏克蘭北部的村莊，隸屬切爾尼希夫州的科留基夫卡區。該村始建於1636年，面積0.18平方公里，海拔高度112米，2001年人口5，人口密度每平方公里27.8人。